# 1471
| 1471               |
| ------------------ |
| Dødsfald - Fødsler |
| • Begivenheder     |

| Gregoriansk kalender | 1471 MCDLXXI            |
| Ab urbe condita      | 2224                    |
| Armensk kalender     | 920 ԹՎ ՋԻ               |
| Kinesiske kalender   | 4167 – 4168 庚寅 – 辛卯 |
| Etiopisk kalender    | 1463 – 1464             |
| Jødisk kalender      | 5231 – 5232             |
| Hindukalendere       |                         |
| - Vikram Samvat      | 1526 – 1527             |
| - Shaka Samvat       | 1393 – 1394             |
| - Kali Yuga          | 4572 – 4573             |
| Iransk kalender      | 849 – 850               |
| Islamisk kalender    | 876 – 877               |

Konge i Danmark: Christian 1. 1448-1481
Se også 1471 (tal)

## Begivenheder
- 14. april - under Rosekrigene i England besejrer huset Yorks styrker de hidtil magtfulde Lancasters styrker, og Edvard 4. genindsættes som konge
- 4. maj – Slaget ved Tewkesbury
- 10. oktober - Slaget ved Brunkebjerg i Stockholm udkæmpes mellem tilhængere af Kalmarunionen og separatister under ledelse af rigsforstander Sten Sture

## Født
- 7. oktober – Frederik 1. af Danmark-Norge (død 1533).